# 사바촌 (야마구치현)
사바촌(佐波村)은 야마구치현 사바군에 설치되었던 촌이다. 현재의 호후시에 해당한다.